# Aniela Pająkówna
Aniela Pająkówna (1864 à Medyka - 26 avril 1912 à Paris) est une peintre polonaise qui a surtout peint des portraits. Sa fille est la dramaturge Stanisława Przybyszewska.

## Biographie
Elle est née à Medyka près de Przemyśl. Son père travaille comme cocher du journaliste et militant politique Mieczysław Gwalbert Pawlikowski (pl) et sa femme Helena (née Dzieduszycka). La générosité des employeurs de son père ont permis à Aniela Pająkówna d'étudier l'art ; d'abord à Cracovie avec Florian Cynk puis, après 1886, à Paris à l'Académie Julian[Pas dans la source] et l'Académie Colarossi avec Carolus-Duran et Jean-Jacques Henner. Elle passe également du temps à étudier à Munich.
En 1891, elle retourne vivre en Pologne, à Lwów. Elle y crée son propre studio. Sa première exposition se déroule à la Société des Amis des Beaux-Arts en 1896. L'année suivante, elle commence à exposer avec la Société des amis des beaux-arts de Cracovie et participe même à une grande exposition à la Halle aux Draps en 1899. Elle expose aussi à l'étranger et notamment en Autriche au Künstlerhaus de Vienne et au Salon des Indépendants.
En 1898, elle rencontre Stanisław Przybyszewski à Lwów, où il donne une conférence sur Chopin. Plus tard, ils ont eu une brève liaison qui donne naissance à une fille, Stanisława. Elle a aussi eu une fille, Iwa, issue de son mariage avec Dagny Juel, et dont elle s'est aussi occupé.
En 1907, la discrimination à laquelle elle fait face, du fait d'être une mère célibataire avec un enfant illégitime, les forcent à déménager; d'abord à Vienne, puis à Zurich et à Munich, pour finalement s'installer à Paris en 1909. Elle y meurt, d'une pneumonie, trois ans plus tard. Sa fille Stanisława est alors confiée à une tante,.